# Associação de Propaganda Feminista
A Associação de Propaganda Feminista (APF) foi uma organização e associação política e feminista criada em maio de 1911, em Lisboa, por várias ativistas feministas que seguiram a escritora portuguesa Ana de Castro Osório, após esta se ter demitido da presidência da Liga Republicana das Mulheres Portuguesas (LRMP), devido a divergências pessoais, administrativas e ideológicas, geradas pela sua controversa proposta de legalização do direito de voto para as mulheres da elite intelectual.

## História

### Antecedentes
Com a Implantação da República Portuguesa em 1910, a lei do Código Eleitoral em rigor apenas possibilitava o voto para os cidadãos portugueses com mais de 21 anos, que fossem chefes de família e soubessem ler e escrever, estando no entanto implícito, apesar de não descrito, que estas condições apenas eram acessíveis aos cidadãos portugueses do sexo masculino. Acreditando que existia então uma oportunidade para finalmente conseguirem o direito ao voto, as feministas republicanas que militavam na Liga Republicana das Mulheres Portuguesas (LRMP), lideradas pela escritora Ana de Castro Osório, apresentaram as suas reivindicações no dia 27 de novembro do mesmo ano, através de uma petição entregue ao Governo Provisório.

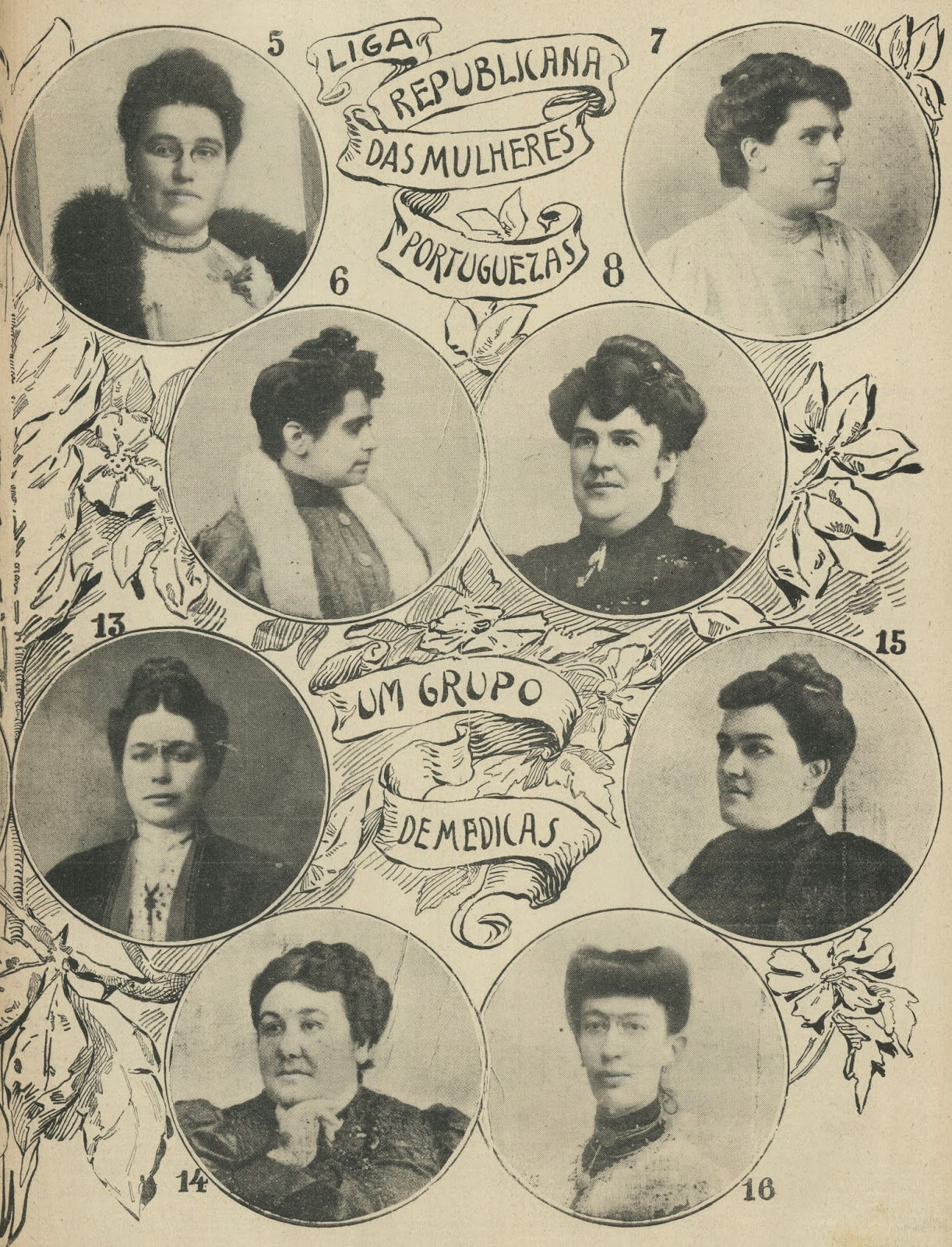
Suplemento do jornal O Século sobre as sufragistas da Liga Republicana das Mulheres Portuguesas, publicado a 12 de maio de 1910. 5 - Ana de Castro Osório; 6 - Maria Veleda; 7 - Beatriz Paes Pinheiro de Lemos; 8 - Maria Clara Correia Alves; 13 - Sofia Quintino; 14 - Adelaide Cabete; 15 - Carolina Beatriz Ângelo; 16- Maria do Carmo Joaquina Lopes.

Apoiante do Partido Republicano Português e tentando não criar crispações com o Governo, Ana de Castro Osório foi moderada nas suas exigências, apelando ao direito de voto apenas para as mulheres maiores de idade legal que pagassem impostos e pertencessem à elite intelectual, tendo portanto que ter um nível de instrução alto em comparação com os eleitores do sexo masculino que apenas bastava saberem escrever e ler, sem no entanto terem de apresentar qualquer grau de ensino específico. Contudo, a proposta não agradou a todas as suas militantes, sendo bastante criticada pela ala liderada pela sufragista universal Maria Veleda, que acreditava que restringir o direito ao voto apenas iria agravar a situação de desigualdade existente entre as mulheres portuguesas.
Tentando apaziguar as sócias da liga, a presidente argumentou que aquela era apenas a primeira proposta que possibilitaria possíveis e futuras concessões por parte do Governo. No entanto, sem uma resposta sobre as suas anteriores reivindicações, a 3 de fevereiro de 1911, a comitiva liderada por Carolina Beatriz Ângelo e apoiada por Ana de Castro Osório, Adelaide da Cunha Barradas, Constança Dias, Joana de Almeida Nogueira, Maria Laura Monteiro Torres, Rita Dantas Machado e Virgínia da Fonseca apresentou a Teófilo Braga, novamente, a sua proposta para a legalização do direito de voto às mulheres da elite intelectual. Argumentando que a maioria das mulheres portuguesas não teria a oportunidade de aceder a qualquer nível de instrução, de modo a ter autonomia económica ou a emancipação da tutela masculina, sentindo-se traídas pelas acções dos principais membros dirigentes da LRMP, que não expuseram às restantes sócias a sua proposta, a ala maioritária insurgiu-se, gerando a divisão dentro do movimento e a subsequente demissão de Ana de Castro Osório do cargo de presidente nesse mesmo ano.

### Fundação

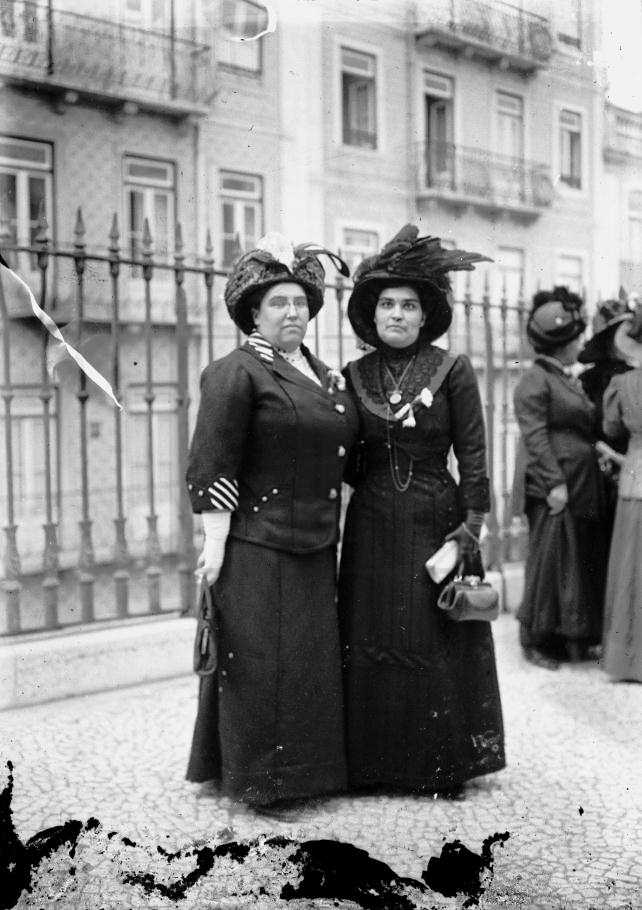
Carolina Beatriz Ângelo e Ana de Castro Osório

Focadas em continuar a divulgar e lutar pela causa feminista, apesar das acusações que lhes foram feitas, em maio de 1911, Ana de Castro Osório, Carolina Beatriz Ângelo e várias ex-sócias da ala moderada da Liga Republicana das Mulheres Portuguesas, criaram então a Associação de Propaganda Feminista (APF), sendo eleita presidente a médica Carolina Beatriz Ângelo. Os seus objectivos eram, segundo os seus estatutos, «elevar a mulher pela educação e pela instrução», para além de gerar o «levantamento moral e social da mulher», «proteger moral e materialmente as mulheres e as crianças», criar ligações com associações feministas por todo o mundo e reivindicar o direito ao divórcio e o sufrágio feminino.
Após a morte de Carolina Beatriz Ângelo em outubro de 1911, Ana de Castro Osório foi eleita presidente até à extinção da associação, com excepção do período em que esteve no Brasil, passando a sua mãe Mariana Osório de Castro a assumir esse papel interino.

### Extinção
Não conseguindo atrair tantas sócias como as outras organizações feministas, com a Primeira Guerra Mundial e a subsequente entrada de Portugal na guerra em 1917, os esforços das ativistas da Associação de Propaganda Feminista foram desviados para novas causas, como o esforço de guerra e o auxílio médico dos militares portugueses na frente de combate, tendo o movimento cessado as suas acções em 1918 e muitos dos seus elementos ingressado na Comissão Feminina "Pela Pátria", na Cruzada das Mulheres Portuguesas ou ainda na Cruz Vermelha Portuguesa, entre muitas outras iniciativas e movimentos de beneficência.

## Filiações
A 28 de maio de 1911, poucos dias após ter sido fundada a associação, Carolina Beatriz Ângelo tornou-se na primeira mulher a exercer o direito ao voto em Portugal após esta ter «subvertido» a seu favor a lei eleitoral que não especificava o género dos seus eleitores e recorrido em tribunal para votar nas eleições da Assembleia Constituinte de 1911. Devido a este evento, e apesar do Código Eleitoral ter sido alterado em 1913, passando a ser exclusivo aos cidadãos do sexo masculino, a associação foi convidada a se filiar na International Woman Suffrage Alliance (IWSA), atual International Alliance of Women (IAW).
Em 1917, a associação tornou-se numa das agremiações pertencentes ao Conselho Nacional das Mulheres Portuguesas (CNMP), organização feminista, liderada pela médica ginecologista e obstetra Adelaide Cabete.

## Iniciativas
Funcionando como principal fonte de angariação de novos membros, financiamento e divulgação das suas causas, Ana de Castro Osório criou a revista "A Mulher Portuguesa" em 1912, sendo Joana de Almeida Nogueira a sua principal redatora.

A nossa Associação formou-se em luta, e é lutando pela conquista dos nossos direitos que há-de viver, que há-de progredir e que há-de impor-se. Mas a nossa luta não é, por agora, a campanha frondista das ruas e dos comícios. Não! Deixemos a outras esse papel glorioso e ruidoso, que é necessário também, e caminhemos nós, sem nos hostilizarmos mutuamente, porque todas as propagandas femininas são úteis, se convergirem para o fim em que pusemos o nosso ideal de garantir, à mulher portuguesa, um futuro que a República nos tornou possível e próximo.— Discurso de Ana de Castro Osório, publicado e 12 de maio de 1912 na revista A Mulher Portuguesa
Cessando actividade em 1913, devido a dificuldades financeiras, dois anos depois a Associação de Propaganda Feminista criou um novo órgão oficial de imprensa intitulado "A Semeadora", gerido pela recém criada Empresa de Propaganda Feminista e Defesa dos Direitos da Mulher, sendo distribuída gratuitamente até 1918 e gerida por Ana Augusta de Castilho.

## Membros Proeminentes
Como sócias da associação contavam-se vários nomes conhecidos da sociedade política e intelectual portuguesa, tais como:
- Elzira Dantas Machado
- Rita Dantas Machado
- Beatriz Pinheiro
- Ana Augusta de Castilho
- Vitória Pais Freire de Andrade
- Joana de Almeida Nogueira
- Maria Benedita Mouzinho de Albuquerque de Faria Pinho
- Mariana Osório de Castro
- Aurora Teixeira de Castro e Gouveia
- Alice Moderno
- Virgínia Quaresma